# John Everett Millais
John Everett Millais (Southampton, 8 de juny de 1829 - Londres, 13 d'agost de 1896) fou un pintor anglès.

## Biografia
Millais va néixer a Southampton, dins d'una eminent família originària de l'illa de Jersey. Va ser un nen prodigi que pintava des dels quatre anys i se li considerava posseïdor d'un talent poc comú. Per aquesta raó, quan tenia set anys, la seva família es va traslladar a Londres per poder oferir una bona educació artística al seu fill. El seu prodigiós talent per a l'art li va valer una plaça en les escoles de la Royal Academy amb només onze anys (1840). Durant la seva permanència en aquesta institució, va conèixer William Holman Hunt i Dante Gabriel Rossetti, amb qui va fundar la germanor prerafaelita (Pre-Raphaelite Brotherhood o PRB) l'any 1848.

### Obres del període prerafaelita

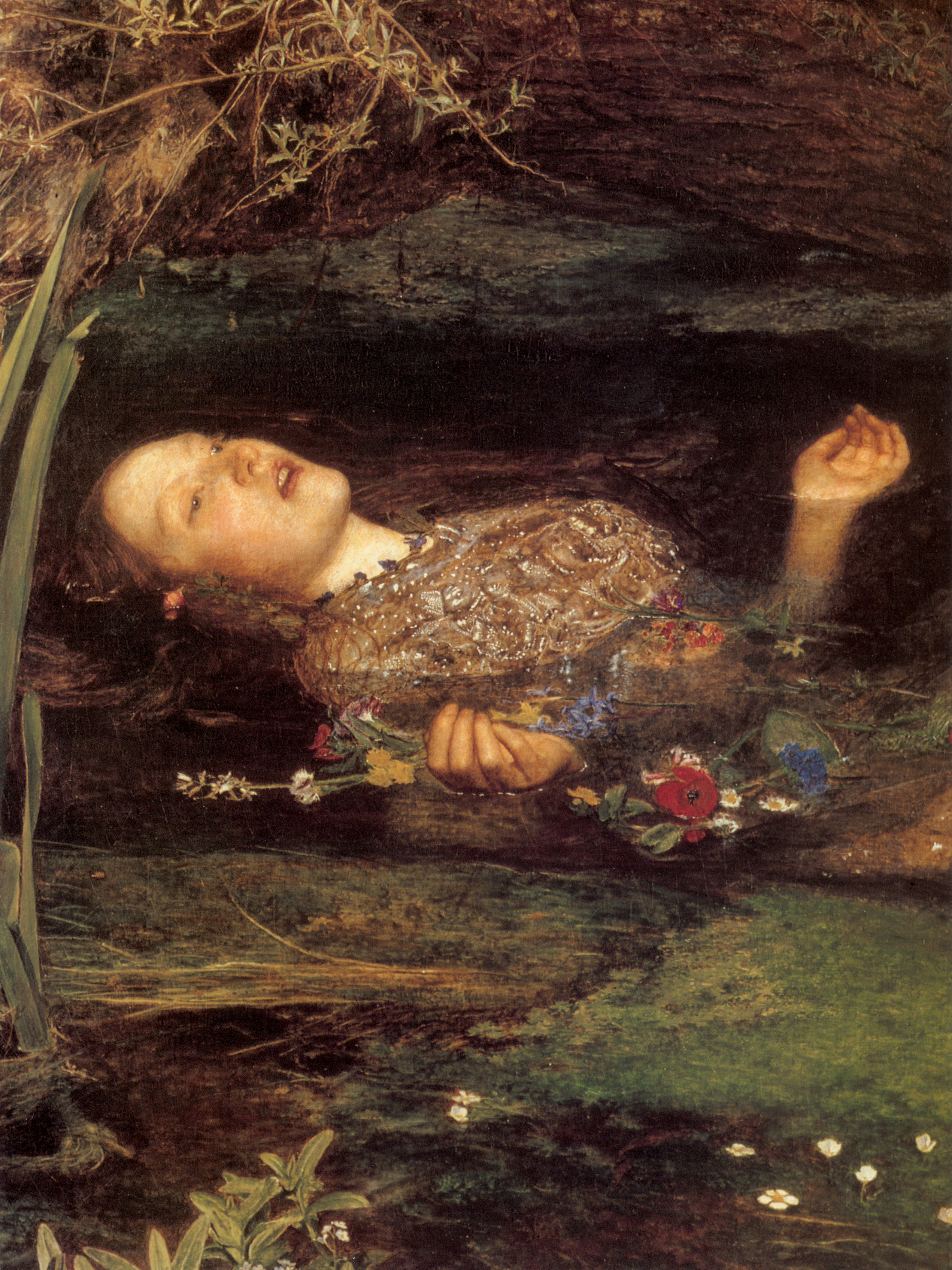
Ofèlia (detall) (1852)

El quadre de Millais Crist a casa dels seus pares (1850) va ser objecte de controvèrsia a causa del retrat realista d'una Sagrada Família de classe obrera treballant en un desordenat taller de fusteria. Altres obres posteriors de Millais van ser també polèmiques, encara que no tant.
Va aconseguir l'èxit amb Un hugonot (1852), que representa una jove parella a punt de separar-se a causa de les seves diferències de religió. L'artista repetiria aquest mateix tema en obres posteriors. Totes les seves obres d'aquest període estan realitzades amb gran atenció pels detalls, i en destaca sovint la bellesa i complexitat del món natural. En pintures com Ofèlia (1852), Millais va crear superfícies pictòriques densament elaborades basant-se en la integració d'elements de la natura. Aquest procediment ha estat descrit com una espècie de ecosistema pictòric.
Aquest estil va ser promogut pel crític John Ruskin, que havia defensat els prerafaelites dels seus crítics. Per la seva amistat amb Ruskin, Millais va conèixer l'esposa d'aquest, Effie Gray, que poc després va posar per al quadre de Millais The Order of Release. Millais i Effie van acabar enamorant-se, i el 1856, després d'aconseguir ella l'anul·lació del seu matrimoni amb Ruskin, van contreure matrimoni.

### Obres posteriors
Després del seu matrimoni, Millais va canviar el seu estil de pintura, fent-lo més comercial i assequible, cosa que Ruskin va qualificar d'«una catàstrofe». Segons alguns comentaristes, els motius d'aquest canvi es troben en la necessitat de Millais d'augmentar els seus ingressos per a mantenir la seva creixent família. Antics correligionaris de Millais, com William Morris, el van acusar de vendre's per aconseguir diners i popularitat. Els seus admiradors, en canvi, van veure en el canvi de la seva pintura la influència de Whistler i de l'impressionisme.
Millais, per la seva banda, va explicar el seu canvi d'estil a conseqüència de la seva evolució com a artista, que li permetia intentar un estil més audaç. En el seu article "Pensaments sobre l'art d'avui" ("Thoughts on our art of Today") (1888), proposava Velázquez i Rembrandt com els seus principals models. En quadres com La vespra de santa Agnès i La somnàmbula, es fa evident la influència de Whistler. Altres obres dels anys 1860 poden interpretar-se com a part de l'Aesthetic Movement. En moltes d'aquestes, desplega amplis blocs de color harmoniosament ordenats.
Posteriorment, en la dècada dels 1870, va pintar obres en les quals queda palesa la influència de Rembrandt. Entre aquestes últimes, destaquen El pas del nord-oest (1874) i la Joventut de Raleigh (1871). En aquests quadres, s'observa l'interès de Millais per temes com ara l'expansió de l'Imperi britànic i l'exploració del globus. El seu últim projecte va ser un quadre que representava un explorador blanc jaient mort en el veldt africà, contemplat amb indiferència per dos africans. També és destacable en aquesta època el seu interès per la pintura de paisatges, per a la qual preferia llocs desolats i inhòspits. El primer d'aquests quadres paisatgístics, Chill October (1870) va ser realitzat a Perth, prop de la casa natal de la seva esposa. A Pertshire, va pintar molts altres quadres prop de Dunkeld, on Millais anava cada tardor per caçar i pescar.
Van tenir també gran popularitat els seus quadres protagonitzats per nens, com Bubbles (1886), famós (potser per desgràcia) per haver estat utilitzat en els anuncis de la sopa Pears i Cherry Ripe.

## Carrera acadèmica
Millais va ser triat membre associat de la Royal Academy of Arts l'any 1853, i poc després va ser admès com a membre de ple dret. En l'Acadèmia, va tenir una molt activa participació. L'any 1885, se li va atorgar el títol de baronet, i fou el primer artista a obtenir un títol hereditari. Després de la mort de Frederic Leighton, l'any 1896, Millais va ser elegit president de l'Acadèmia, però va morir aquest mateix any de càncer de gola.
| Ofèlia        | La noia cega        | El pas del Nord-oest.       |
| 1852 — Ofèlia | 1856 — La noia cega | 1874 — El pas del nord-oest |

## Catàleg d'obres
La taula que segueix té moltes de les obres fetes per Millais, però no és completa. Ajuda a completar-la!
| Quadre                                      | Any (*) | Obra | Tipus d'obra    | Dimensions (cm) | Museu                                                                           |
| ------------------------------------------- | ------- | --- | --------------- | --------------- | ------------------------------------------------------------------------------- |
| Cymon and Iphigenia                         | 1847-48 | Cymon i Iphigenia |                 |                 | Regne Unit, Liverpool, Lady Lever Art Gallery                                   |
|                                             | 1848    | La mort de Romeu i Julieta                                                                                                 |                 |                 | Regne Unit, Manchester, Manchester City Art Gallery                             |
| Isabella                                    | 1848-49 | Isabella |                 |                 | Regne Unit, Liverpool, Walker Art Gallery                                       |
|                                             | 1849    | Ferdinand Lured by Ariel (Esbós preparatori)                                                                               |                 |                 | Regne Unit, Liverpool, Sudley House                                             |
| Ferdinand Lured by Ariel                    | 1850    | Ferdinand Lured by Ariel                                                                                                   | Oli sobre tela  | 65 × 51 cm      | Estats Units, Col·lecció Makins (privada)                                       |
| Retrat de Wilkie Collins                    | 1850    | Retrat de Wilkie Collins                                                                                                   |                 |                 |                                                                                 |
| Christ In The House Of His Parents          | 1850    | Crist a casa de sos pares                                                                                                  | Oli sobre tela  | 86,3 × 139,7    | Regne Unit, Londres, Tate Britain                                               |
| The Return of the Dove to the Ark           | 1851    | El retorn del colom de l'arca                                                                                              |                 |                 |                                                                                 |
|                                             | 1851    | La dama d'honor | Oli sobre tela  | 27,9 x 20,3     | Regne Unit, Cambridge, Museu Fitzwilliam                                        |
| Portrait of Mrs Coventry Patmore            | 1851    | Retrat de Mrs. Coventry Patmore                                                                                            | Oli sobre taula | 19,7 x 20,3 cm  | Regne Unit, Cambridge, Museu Fitzwilliam                                        |
|                                             | 1852    | Un hugonot |                 |                 | Col·lecció Makins (privada)                                                     |
| Ofèlia                                      | 1851    | Ofèlia | Oli sobre tela  | 76 x 112 cm     | Regne Unit, Londres, Tate Britain                                               |
|                                             | 1853    | El proscrit reialista, 1651                                                                                                |                 |                 | Col·lecció Andrew Lloyd Webber                                                  |
|                                             | 1853    | The Order of Release |                 |                 | Regne Unit, Londres, Tate Britain                                               |
| Portrait of John Ruskin                     | 1853-54 | Retrat de John Ruskin | Oli sobre tela  | 78,7 x 68 cm    |                                                                                 |
|                                             | 1855    | Pensaments errants |                 |                 | Regne Unit, Manchester, Manchester City Art Gallery                             |
|                                             | 1855    | El rescat |                 |                 | Austràlia, Melbourne, National Gallery of Victoria                              |
|                                             | 1856    | Peace Concluded |                 |                 | Estats Units, Minneapolis Institute of Arts                                     |
| Autumn Leaves                               | 1856    | Fulles de tardor | Oli sobre tela  | 104,3 × 74      | Regne Unit, Manchester, Manchester City Art Galleries                           |
| La noia cega                                | 1856    | La jove cega |                 |                 | Regne Unit, Birmingham, Birmingham Museum & Art Gallery                         |
|                                             | 1856    | L'Enfant du Regiment |                 |                 | Estats Units, Connecticut, Centre d'Art Britànic de Yale                        |
| Sir Isumbras at the Ford                    | 1857    | Un somni del passat — Sir Isumbras at the Ford                                                                             | Oli sobre tela  | 49 x 67         | Lady Lever Art Gallery, Port Sunlight                                           |
|                                             | 1857-58 | Només un floc de cabells                                                                                                   |                 |                 | Regne Unit, Manchester, Manchester City Art Gallery                             |
| The Vale of Rest                            | 1858    | La vall del descans |                 |                 | Regne Unit, Londres, Tate Britain                                               |
|                                             | 1859    | Primavera (flors de pomer)                                                                                                 |                 |                 | Regne Unit, Liverpool, Lady Lever Art Gallery                                   |
| The Black Brunswicker                       | 1860    | The Black Brunswicker |                 |                 | Regne Unit, Liverpool, Lady Lever Art Gallery                                   |
|                                             | 1865    | Esther |                 |                 | private collection.                                                             |
|                                             | 1868    | Vanessa |                 |                 | Regne Unit, Liverpool, Sudley House                                             |
|                                             | 1868    | Stella |                 |                 | Regne Unit, Manchester, Manchester City Art Gallery                             |
|                                             | 1870    | Una inundació |                 |                 | Regne Unit, Manchester, Manchester City Art Gallery                             |
| The Knight Errant                           | 1870    | El cavaller errant |                 |                 |                                                                                 |
| The Martyr of Solway                        | 1871    | The Martyr of Solway |                 |                 | Regne Unit, Liverpool, Walker Art Gallery                                       |
|                                             | 1871    | Victòria, senyor! |                 |                 | Regne Unit, Manchester, Manchester City Art Gallery                             |
|                                             | 1873    | Combustible d'hivern |                 |                 | Regne Unit, Manchester, Manchester City Art Gallery                             |
| El pas del Nord-oest.                       | 1874    | El pas del nord-oest |                 |                 |                                                                                 |
|                                             | 1876    | Mrs. Leopold Reiss |                 |                 | Regne Unit, Manchester, Manchester City Art Gallery                             |
| Portrait of Lily Langtry                    | 1878    | Retrat de Lily Langtry (1853-1929)                                                                                         |                 |                 |                                                                                 |
| The Princes Edward and Richard in the Tower | 1878    | Els prínceps Edward i Richard a la torre                                                                                   |                 |                 | Països Baixos, Museu Van Gogh                                                   |
| Cherry Ripe                                 | 1879    | Cirera madura. Pintura |                 |                 |                                                                                 |
|                                             | 1880    | James Fraser |                 |                 | Regne Unit, Manchester, Manchester City Art Gallery                             |
|                                             | 1884    | Un idil·li de 1745 |                 |                 | Regne Unit, Liverpool, Lady Lever Art Gallery                                   |
|                                             | 1886    | Bombolles |                 |                 | Regne Unit, Liverpool, Lady Lever Art Gallery, Liverpool (propietat d'Unilever) |
| Portia                                      | 1886    | Portia (Kate Dolan) |                 |                 |                                                                                 |
|                                             | 1887    | El niu |                 |                 | Regne Unit, Liverpool, Lady Lever Art Gallery                                   |
|                                             | 1890    | Tardor persistent |                 |                 | Regne Unit, Liverpool, Lady Lever Art Gallery                                   |
|                                             | 1891    | Glen Birnam |                 |                 | Regne Unit, Manchester, Manchester City Art Gallery                             |
|                                             | s.d.    | Retrat de Robert Gascoyne-Cecil, tercer marqués de Salisbury (1830-1903)                                                   |                 |                 |                                                                                 |
|                                             | s.d.    | Retrat de lord Hartington (1833-1908)                                                                                      |                 |                 |                                                                                 |
|                                             | s.d.    | Retrat de John Douglas Sutherland Campbell, lord Lorne (1845-1914)                                                         |                 |                 |                                                                                 |
|                                             | s.d.    | Retrat de John Henry Newman, cardenal Newman (1801-90)                                                                     |                 |                 |                                                                                 |
| William Ewart Gladstone                     | s.d.    | Retrat de William Ewart Gladstone (1809-98)                                                                                |                 |                 |                                                                                 |
|                                             | s.d.    | Retrat de Benjamin Disraeli (1804-81)                                                                                      |                 |                 |                                                                                 |
|                                             | s.d.    | Retrat d'Archibald Philip Primrose, 5è comte de Roseberry (1847-1929), polític liberal i per un breu temps primer ministre |                 |                 |                                                                                 |
|                                             | s.d.    | Retrat d'Alfred Tennyson (1809-92)                                                                                         |                 |                 |                                                                                 |
|                                             | s.d.    | Retrat de James Clark Hook RA (1819-1907)                                                                                  |                 |                 |                                                                                 |
|                                             | s.d.    | Retrat de sir Henry Irving (1838-1905)                                                                                     |                 |                 |                                                                                 |
|                                             | s.d.    | Retrat de Louise Jopling (1843-1933)                                                                                       |                 |                 |                                                                                 |
|                                             | s.d.    | Retrat de Kate Perugini (1839-1929)                                                                                        |                 |                 |                                                                                 |
|                                             | s.d.    | Retrat de Sophy Caird (1843-82)                                                                                            |                 |                 |                                                                                 |
|                                             | s.d.    | Retrat d'Elizabeth, Diana, i Mary Armstrong, filles de sir William Armstrong, en “Cors són trumfos”                        |                 |                 |                                                                                 |
|                                             | s.d.    | Retrat de Kate Hoare (1856-1948), Grace Hoare (1856-1946), models de “Bessones”                                            |                 |                 |                                                                                 |
|                                             | s.d.    | Retrat de Mrs. Mary Chamberlain, de soltera Endicott (1864-1957)                                                           |                 |                 |                                                                                 |
|                                             | s.d.    | Retrat de Mrs. F. H. Myers                                                                                                 |                 |                 |                                                                                 |
| Portrait of Mrs Bischoffsheim               | s.d.    | Retrat de Mrs. Bischoffsheim                                                                                               |                 |                 |                                                                                 |
|                                             | s.d.    | Retrat de la duquessa de Westminster                                                                                       |                 |                 |                                                                                 |
|                                             | s.d.    | Retrat de lady Campbell |                 |                 |                                                                                 |